# Artūrs Zakreševskis
Artūrs Zakreševskis (ur. 7 sierpnia 1971 w Rydze) – piłkarz łotewski grający na pozycji środkowego obrońcy.

## Kariera klubowa
Karierę piłkarską Zakreševskis rozpoczął w rodzinnej Rydze, w tamtejszym klubie Vidus Ryga. W jego barwach zadebiutował w 1993 roku w pierwszej lidze łotewskiej. W zespole Vidus grał przez dwa lata, ale nie zawsze występował w pierwszym składzie. W 1995 roku odszedł do RAF Jełgawa, którego był podstawowym zawodnikiem i został z nim wicemistrzem Łotwy, a w 1996 roku powrócił do swojego pierwotnego klubu, który swoje mecze rozgrywał już pod nazwą Daugava Ryga. W Daugavie grał przez pełne trzy sezony, do końca 1998 roku. W 1999 znów zmienił barwy klubowe i został zawodnikiem Liepājas Metalurgs. W swoim pierwszym sezonie spędzonym w tym klubie został wicemistrzem kraju, a w 2000 roku zajął z nim 3. miejsce w lidze.
W 2001 roku Artūrs trafił do najbardziej utytułowanego klubu w kraju, Skonto Ryga. Tam podobnie jak w poprzednich zespołach był członkiem pierwszej jedenastki i w swoim pierwszym sezonie został ze Skonto mistrzem kraju. Sukces ten powtórzył jeszcze trzykrotnie z rzędu w latach 2002–2004. W 2001 i 2002 roku zdobywał także Puchar Łotwy. W Skonto grał do końca 2006 roku rozgrywając 102 mecze i zdobywając 10 goli. W 2007 roku odszedł do innego stołecznego klubu, FK Ryga. W 2008 roku grał w FK Jūrmala i zakończył w nim karierę.

## Kariera reprezentacyjna
W reprezentacji Łotwy Zakreševskis zadebiutował 19 maja 1995 roku w wygranym 2:0 spotkaniu Baltic Cup z Estonią. W 2004 roku został powołany przez Aleksandrsa Starkovsa do kadry na Euro 2004. Tam był rezerwowym i nie zagrał w żadnym spotkaniu Łotwy.